# Gjáin

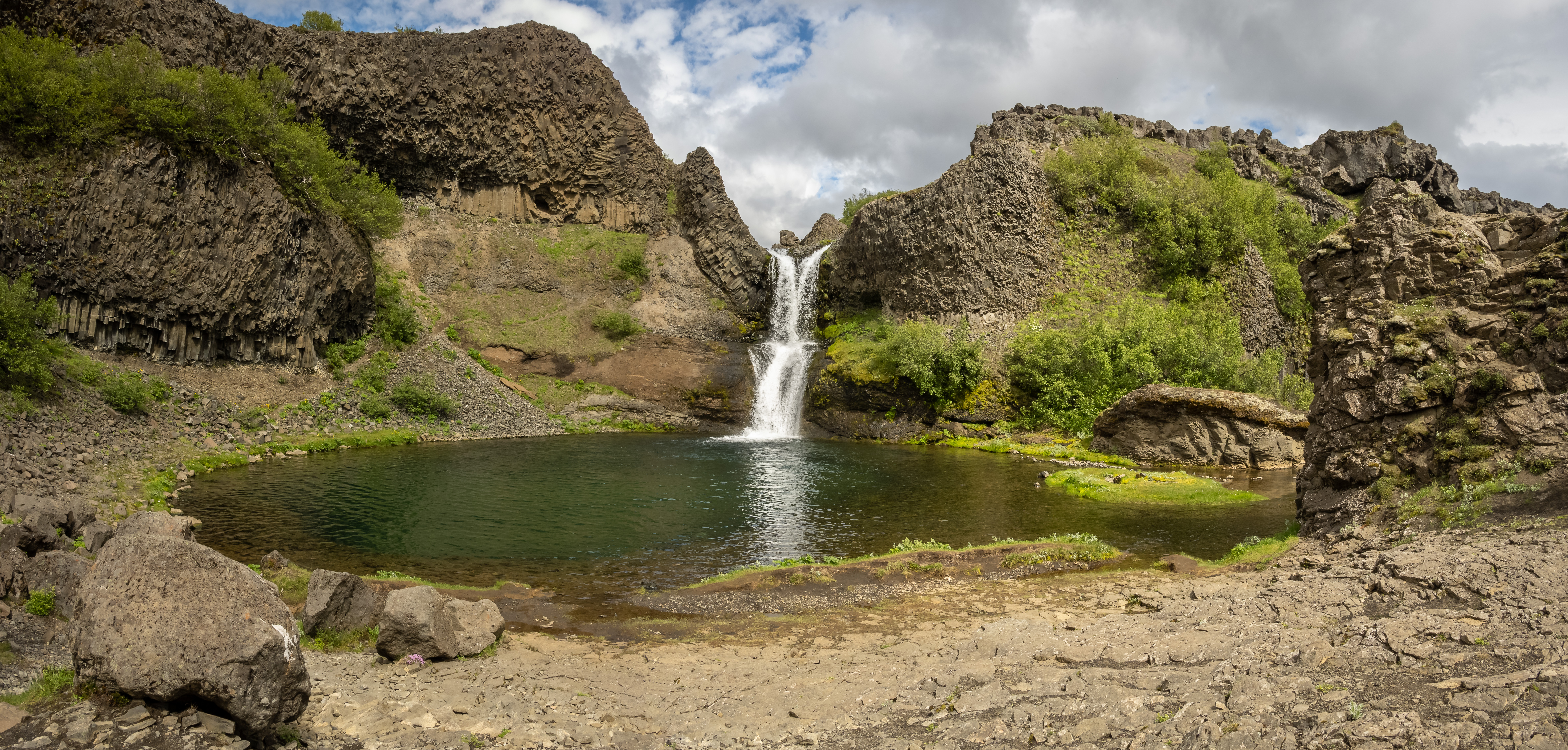
Gjarfoss, en el valle Gjáin.

Gjáin es un valle que comprende pequeñas cascadas, lagos y elementos volcánicos. Se encuentra al sur de Islandia. El volcán Hekla puede verse desde el lugar.